# Louppy-le-Château
Louppy-le-Château település Franciaországban, Meuse megyében. Lakosainak száma 163 fő (2022. január 1.). Louppy-le-Château Chardogne, Les Hauts-de-Chée, Laheycourt, Laimont, Lisle-en-Barrois, Val-d’Ornain, Villers-aux-Vents és Villotte-devant-Louppy községekkel határos.

## Népesség
A település népességének változása:
| Lakosok száma | 170  | 165  | 180  | 168  | 161  | 157  | 157  | 159  | 160  | 163  |
|               | 1968 | 1982 | 1990 | 2006 | 2013 | 2015 | 2017 | 2019 | 2020 | 2022 |